# Batrachoseps
Batrachoseps és un gènere d'amfibis caudats de la família Plethodontidae. Ho formen gairebé una vintena d'espècies de salamandres.

## Taxonomia
- Batrachoseps attenuatus (Eschscholtz, 1833).
- Batrachoseps campi Marlow, Brode i Wake, 1979.
- Batrachoseps diabolicus Jockusch, Wake i Yanev, 1998.
- Batrachoseps gabrieli Wake, 1996.
- Batrachoseps gavilanensis Jockusch, Yanev i Wake, 2001.
- Batrachoseps gregarius Jockusch, Wake i Yanev, 1998.
- Batrachoseps incognitus Jockusch, Yanev i Wake, 2001.
- Batrachoseps kawia Jockusch, Wake i Yanev, 1998.
- Batrachoseps luciae Jockusch, Yanev i Wake, 2001.
- Batrachoseps major Camp, 1915.
- Batrachoseps minor Jockusch, Yanev i Wake, 2001.
- Batrachoseps nigriventris Cope, 1869.
- Batrachoseps pacificus (Cope, 1865).
- Batrachoseps regius Jockusch, Wake i Yanev, 1998.
- Batrachoseps relictus Brami i Murray, 1968.
- Batrachoseps robustus Wake, Yanev i Hansen, 2002.
- Batrachoseps simatus Brami i Murray, 1968.
- Batrachoseps stebbinsi Brami i Murray, 1968.
- Batrachoseps wrightorum (Bishop, 1937)